# Seznam predsednikov vlade Češke republike
Seznam predsednikov vlade Češke republike.

## Češka socialistična republika
1. Stanislav Rázl: 8. januar - 29. september 1969
2. Josef Kempný: 29. september 1969 - 28. januar 1970
3. Josef Korčák: 28. januar 1970 - 20. marec 1987
4. Ladislav Adamec: 20. marec 1987 - 12. oktober 1988
5. František Pitra: 12. oktober 1988 - 6. februar 1990
6. Petr Pithart: 6. februar 1990 - 2. julij 1992
7. Václav Klaus: 2. julij 1992 - 31. december 1992 (se nadaljuje spodaj)

## Češka republika
1. Václav Klaus: 1. januar 1993 - 17. december 1997 (nadaljevanje mandata)
2. Josef Tošovský: 17. december 1997 - 17. julij 1998
3. Miloš Zeman: 17. julij 1998 - 12. julij 2002
4. Vladimír Špidla: 12. julij 2002 - 19. julij 2004
5. Stanislav Gross: 19. julij 2004 - 25. april 2005
6. Jiří Paroubek: 25. april 2005 - 16. avgust 2006
7. Mirek Topolánek: 16. avgust 2006 - 8. maj 2009
8. Jan Fischer: 8. maj 2009 - 13. julij 2010
9. Petr Nečas: 13. julij 2010 - 10. julij 2013
10. Jiří Rusnok: 10. julij 2013 - 29. januar 2014
11. Bohuslav Sobotka: 29. januar 2014 - 13. december 2017
12. Andrej Babiš: 13. december 2017 - 17. december 2021
13. Petr Fiala: 17. december 2021 -